# Liste der Herrscher von Rumänien

## Antike
- Königreich Dakien (Zentrum Siebenbürgen und Umgebung, Schwarzes Meer bis Mähren) – siehe auch Daker und Geten
- Burebista (unsicher: * 111 v. Chr.; um 65–44 v. Chr.)
- Interregnum: 44 v. Chr. bis unsicher
- unsicher: König um 35–29 v. Chr.
- 29 v. Chr. Niederlage gegen Oktavian
- unsicher: ungefähr fünf Könige (85 Einfall in römische Provinz Moesia, Gründung von Großdakien)
- Decebalus um 85–106
- 102-106 Interregnum: römische Invasion 102 und Waffenstillstand. Ab 106 unter Trajan römische Provinz Dacia
- römische Statthalter 106–271
- in Siebenbürgen Gepiden-Könige um 250–567
- Rest von 'Rumänien' 3. oder 4. Jahrhundert Goten, dann Hunnen, Gepidenreich
- Awaren-Könige 6.–8. Jahrhundert

## Mittelalter
- Petschenegen 11. Jahrhundert
- Kumanen 11.–13. Jahrhundert; Mongoleneinfall 1241
- Ungarn-Könige 12. oder 13. Jahrhundert
- ab 14. Jahrhundert unabhängige Fürstentümer, siehe auch:
- Liste der Herrscher von Moldau  (ab 1359 Bogdan I.)
- Liste der Fürsten von Transsilvanien (Siebenbürgen)
- Liste der Herrscher der Walachei (ab 1330)

## Neuzeit bis 1867
- 1460 oder 1540 Tributpflicht an Osmanen, 1699 Siebenbürgen am Habsburgerreich
- ab 1711 oder 1716 griechisch Phanarioten: Moldau und Walachei
- ab 1718 Habsburger: Nord-Moldau, Banat, Kleine Walachei
- ab 1822 ostrumänisches Fürstentum, 1829 unter russische Schutzmacht, nach Pariser Frieden 1856 Protektorat der 7 Signatarmächte
- ab 1867 („Ausgleich“) Siebenbürgen verstärkte Magyarisierung.

## Rumänien (1859–1947)
Wahl von Oberst A. I. Cuza (Hauptstadt der vereinigten Donaufürstentümer: Jassy); als Fürst Alexandru Ioan I. proklamierte er am 24. Januar 1861 den gemeinsamen Staat Rumänien.
- Alexandru Ioan Cuza 1859–1868 (Fürst der Walachei und Moldau).
- unsicher: Interregnum 1866–1877, Wahl von Karl von Hohenzollern-Sigmaringen zum Fürsten
- Karl I. 1877–1914 (von Berliner Kongress 1878 bestätigt)
- Ferdinand I. (sein Neffe) 1916–1927
- Karl II. 1925 (Kronprinz, zum Thronverzicht gezwungen)
- Michael I. (minderjährig) 1927–1930
- Karl II. 1930–1940;  „kleine Entente“, ab 1934 Anlehnung an Deutschland
- Putsch des Generals Ion Antonescu am 6. September 1940
- Michael I. 1940–1947
- 10. Dezember 1947 Abschaffung der Monarchie (KP-Chef Gheorghe Gheorghiu-Dej)